# 飓风洛伦佐
飓风洛伦佐（英語：Hurricane Lorenzo）是2007年9月下旬经快速发展后袭击墨西哥韦拉克鲁斯州的一个热带气旋，也是2007年大西洋飓风季第12场获得命名的风暴和第5场飓风。系统由东风波在墨西哥湾西南部形成，经过两天的蜿蜒行进并且没有出现发展后，系统开始稳步西进，组织结构也有改善。短短18小时里，气旋风速从每小时55公里提高到130公里，即从热带低气压跃升为飓风。9月28日，洛伦佐在飓风迪安过去仅1个月后从韦拉克鲁斯州科卢特拉附近登陆，然后在陆地上空迅速消散。
韦拉克鲁斯州受这场飓风影响最为严重，损失总额超过10亿墨西哥比索（相当于同年的9200万美元），其中大部分是该州北部的道路受损，另有数百幢房屋遭到破坏。韦拉克鲁斯州和邻近的伊达尔戈州共有112个市镇的12万3320人受灾，整个墨西哥共有6人丧生，其中韦拉克鲁斯州1人，普埃布拉州5人，这5人中包括因山体滑坡遇难的一家三口。

## 气象历史
9月11日，一股东风波离开非洲西海岸。经过热带大西洋后，东风波又穿越大半个加勒比海，于9月21日发展出雷暴区。接下来系统出现分裂，其北部经过尤卡坦半岛后于9月23日发展出低气压区。气象机构原计划派飓风猎人侦察机飞入系统侦察，发现低气压区由于受到强烈风切变的不利影响而在墨西哥湾东南部上空变成杂乱无章。不过，风切变接下来有所减退，9月25日晚，另一架飓风猎人发现系统已发展出闭合下层环流。根据这一观测结果，结合雷暴活动的持续存在，美国国家飓风中心将位于塔毛利帕斯州坦皮科以东给305公里的系统归类为第十三号热带低气压。
由于所处海域存在弱转向气流，低气压在发展期间的行动方向很不规则，但总体保持南下趋势，其移动路线在形成阶段呈小规模环路。接下来，气旋行经洋面水温有明显提高，风切变也逐渐减少，系统的对流逐渐组织，但风速提升相对缓慢。系统上空有反气旋形成，低气压也于协调世界时9朋27日中午12点左右在韦拉克鲁斯州图斯潘以东约240公里海域升级成热带风暴并获名“洛伦佐”（Lorenzo），并因东面有高压脊而稳步向西前进。随着风暴逐渐逼近陆地，洛伦佐突然意外急剧强化，在成为热带风暴不到12小时后就进一步增强成飓风。
雷达图像显示洛伦佐迅速发展出闭合风眼墙，气象机构估计飓风于9月28日凌晨0点左右达到风力时速130公里的最高强度。气旋中心有强劲且对称的对流保持，但其结构在当天早上5点以风速每小时约120公里强度从韦拉克鲁斯州科卢特拉附近登岸前略有恶化。风暴强度在登陆后很快降低到热带低气压水平并逐渐向内陆前进，对流逐渐退化，在海岸沿线形成雨带，环流也因此变得难以辨别。登陆仅19小时后，洛伦佐的环流就完全消散，不再属热带气旋。

## 防灾措施和影响
洛伦佐登陆约26小时前，墨西哥政府向韦拉克鲁斯州帕尔马索拉（Palma Sola）到拉克鲁斯（La Cruz）之间地区发布热带风暴观察预警。风暴登陆前约14小时，帕尔马索拉到卡沃罗霍（Cabo Rojo）之间地区接获热带风暴警告，并在6小时后升级成飓风警告。墨西哥民防官员宣布韦拉克鲁斯州大部分地区进入“红色警戒”状态。官员下令该州沿海地区的学校停课，科卢特拉港、图斯潘港和瑙特拉港被迫关闭。韦拉克鲁斯州共开设有315个避难所，相邻的伊达尔戈州也开设了6个，风暴期间一共有4万5164人前来躲避，韦拉克鲁斯州政府还提供巴士将居民从家中接到避难所。洛伦佐形成后，出于对风暴影响墨西哥湾石油开采设施的担忧，天然气价格出现上涨。
飓风洛伦佐登陆韦拉克鲁斯直接影响的地区在仅1个月前才受到飓风迪安重创。受洛伦佐影响的主要是沿海小渔村，还有多条输电线缆因狂风中断，导致约8万5000人失去供电。为防止中断的电缆引发触电事故，官员将韦拉克鲁斯州北部多个市镇的电网切断。狂风还摧毁了瑙特拉许多房屋的屋顶。洛伦佐还在沿海及更加内陆的地区产生暴雨，最高降雨量达326毫米。这些降水引起山洪爆发和泥石流，夺走至少4条人命，其中包括普埃布拉州的一家三口，另有3条高速公路因山体滑坡导致部分路段封闭，部分地区的洪水有约30厘米深。狂风暴雨共同影响，导致普埃布拉州169套房屋受损，伊达尔戈州的圣洛伦佐河泛滥，迫使200余人撤离。韦拉克鲁斯州也有多条河流泛滥，导致约2万5000人离开家园。卡索内斯河沿线有上千幢房屋被淹，当地警方协助居民疏散。估计韦拉克鲁斯州一共遭受了价值10亿墨西哥比索（相当于同年的9200万美元）的破坏，其中大部分是该州北部的道路受损。
总体而计，这场飓风共对韦拉克鲁斯州和伊达尔戈州的12万3320人造成影响，促使112个市镇进入紧急状态，以便灾民获取应急物资。墨西哥共有6人遇难，其中普埃布拉州占5人。气旋过去3天后，所有学校已重新开放。墨西哥政府向韦拉克鲁斯州受灾最严重的地区送去食品、饮用水和建筑材料。风暴过去后，约有500名电力工人被派往韦拉克鲁斯州灾区恢复供电。